# Ruskie
Ruskie (ukr. Руське) – nieistniejąca obecnie wieś w Bieszczadach na terenie gminy Lutowiska, położona na lewym brzegu Sanu, naprzeciwko Chmiela.
Lokowana przed 1580 rokiem na prawie wołoskim w dobrach Kmitów. W 1921 r. liczyła 30 domów i 184 mieszkańców – samych grekokatolików. We wsi była niewielka cerkiew zbudowana w 1848 roku i dwór. W połowie XIX wieku właścicielami posiadłości tabularnej w Ruskiem była Krystyna Niemczewska i współwłaściciele.
Po II wojnie światowej mieszkańców przesiedlono, a zabudowania wsi spaliła UPA w okresie tzw. akcji żniwnej. Dzwon z tutejszej cerkwi znajduje się obecnie przy kościółku w Chmielu.